# 椹果胶球虫
椹果胶球虫（学名：Collosphaera tuberosa）为胶球虫科胶球虫属的动物。分布于各大洋，包括东海、海南岛等海域，常见于暖海表层。